# Puisieux (Pas-de-Calais)
Puisieux település Franciaországban, Pas-de-Calais megyében. Lakosainak száma 666 fő (2022. január 1.). Puisieux Bucquoy, Hébuterne, Beaucourt-sur-l’Ancre, Beaumont-Hamel, Grandcourt és Miraumont községekkel határos.

## Népesség
A település népességének változása:
| Lakosok száma | 700  | 683  | 678  | 661  | 654  | 652  | 647  | 656  | 666  |
|               | 2013 | 2015 | 2016 | 2017 | 2018 | 2019 | 2020 | 2021 | 2022 |